# Заліщики (село)
Залі́щики — село в Україні, у Бучацькій міській громаді Чортківського району Тернопільської області. Розташоване на лівому березі річки Вільховець, у центрі району, за 12 км від центру громади. Підпорядковувалося колишній Передмістянській сільській раді.
Населення 477 осіб (2003).

## Назва
У радянські часи називалося Заліщики. Потім перейменоване на «Малі Заліщики». Але Верховна Рада досі не затвердила цієї зміни.

## Історія
Згадується 13 січня 1444 року в книгах галицького суду .
Перша писемна згадка — 1454 рік.
Діяли «Просвіта», «Сільський господар» та інші українські товариства.
12 червня 2020 року, відповідно до розпорядження Кабінету Міністрів України № 724-р «Про визначення адміністративних центрів та затвердження територій територіальних громад Тернопільської області» увійшло до складу Бучацької міської громади.
19 липня 2020 року, в результаті адміністративно-територіальної реформи та ліквідації Бучацького району, увійшло до складу новоутвореного Чортківського району.
З 11 грудня 2020 р. належить до Бучацької міської громади.

## Політика

### Парламентські вибори, 2019
На позачергових парламентських виборах 2019 року у селі функціонувала окрема виборча дільниця № 610176, розташована у приміщенні будинку культури.
Результати
- зареєстровано 342 виборці, явка 71,35%, найбільше голосів віддано за «Слугу народу» — 28,81%, за Всеукраїнське об'єднання «Батьківщина» — 24,69%, за Радикальну партію Олега Ляшка — 13,17%.[6] В одномандатному окрузі найбільше голосів отримав Микола Люшняк (самовисування) — 36,71%, за Ігоря Сопеля (Слуга народу) — 19,83%, за Володимира Бліхаря (Всеукраїнське об'єднання «Батьківщина») — 15,19%[7].

## Соціальна сфера
Працюють ЗОШ 1 ступеня, бібліотека.

## Релігія
- церкви
  - святого великомученика Юрія Переможця (1889)
  - Різдва Пресвятої Богородиці (1994),
- капличка (1998),
- «фігура» Богородиці біля однойменної церкви,
- придорожні хрести.

## Пам'ятки
Споруджено пам'ятник воякам УПА (сер. XX ст., відновлений на поч. 1990-х), оголошений пам'яткою історії місцевого значення (охоронний номер 1337).

## Відомі люди

### Народилися
- Богдан Вандяк — український художник, поет.
- Володимир (Маланчук) — редемпторист, єпископ УГКЦ, перший екзарх українців Франції.[8]
- Антоній Прохаска — архівіст.

### Проживали
- Петро Пендиківський — в'язень концтабору «Береза Картузька»[9]

## Галерея

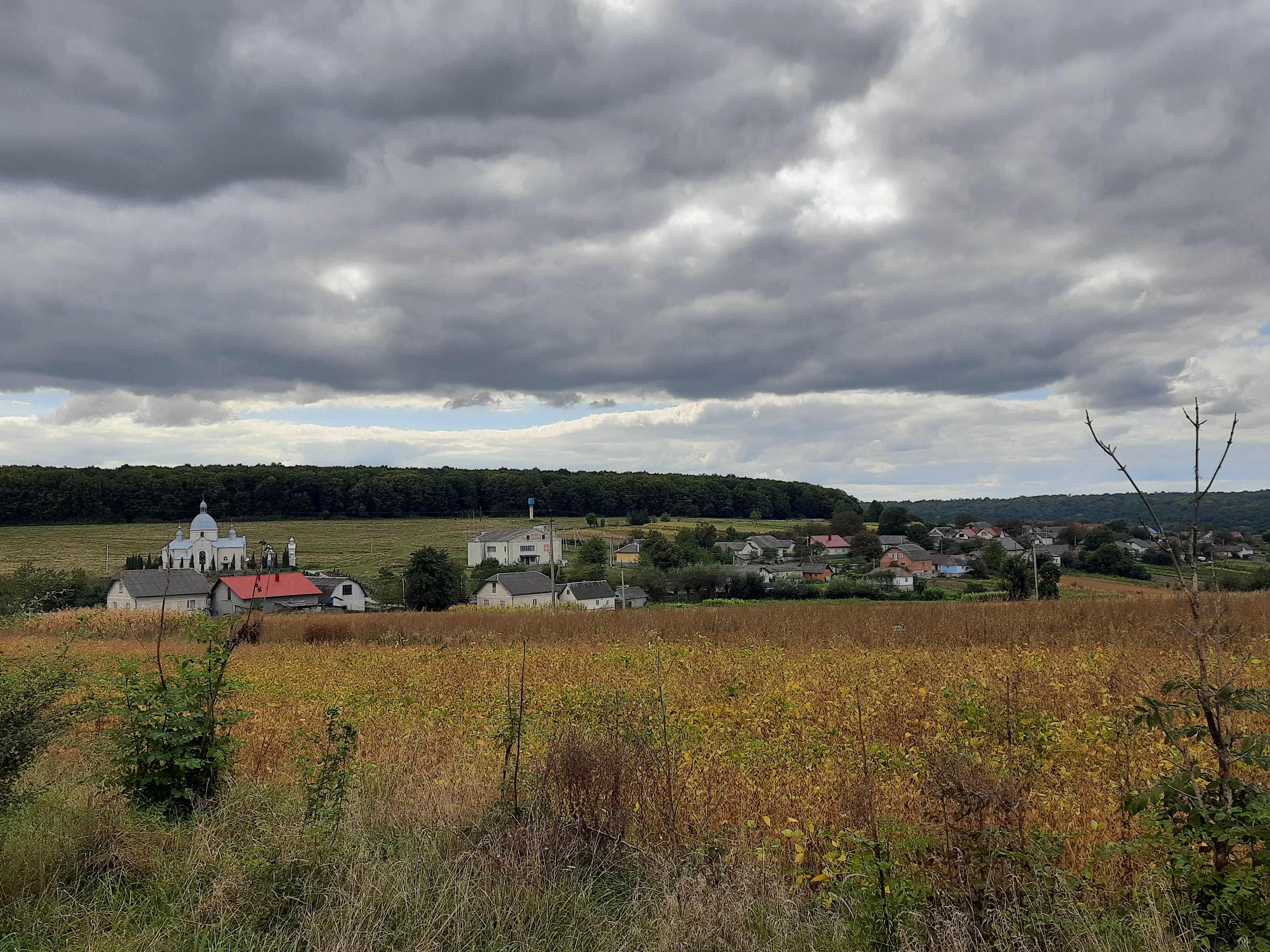
Вигляд на село
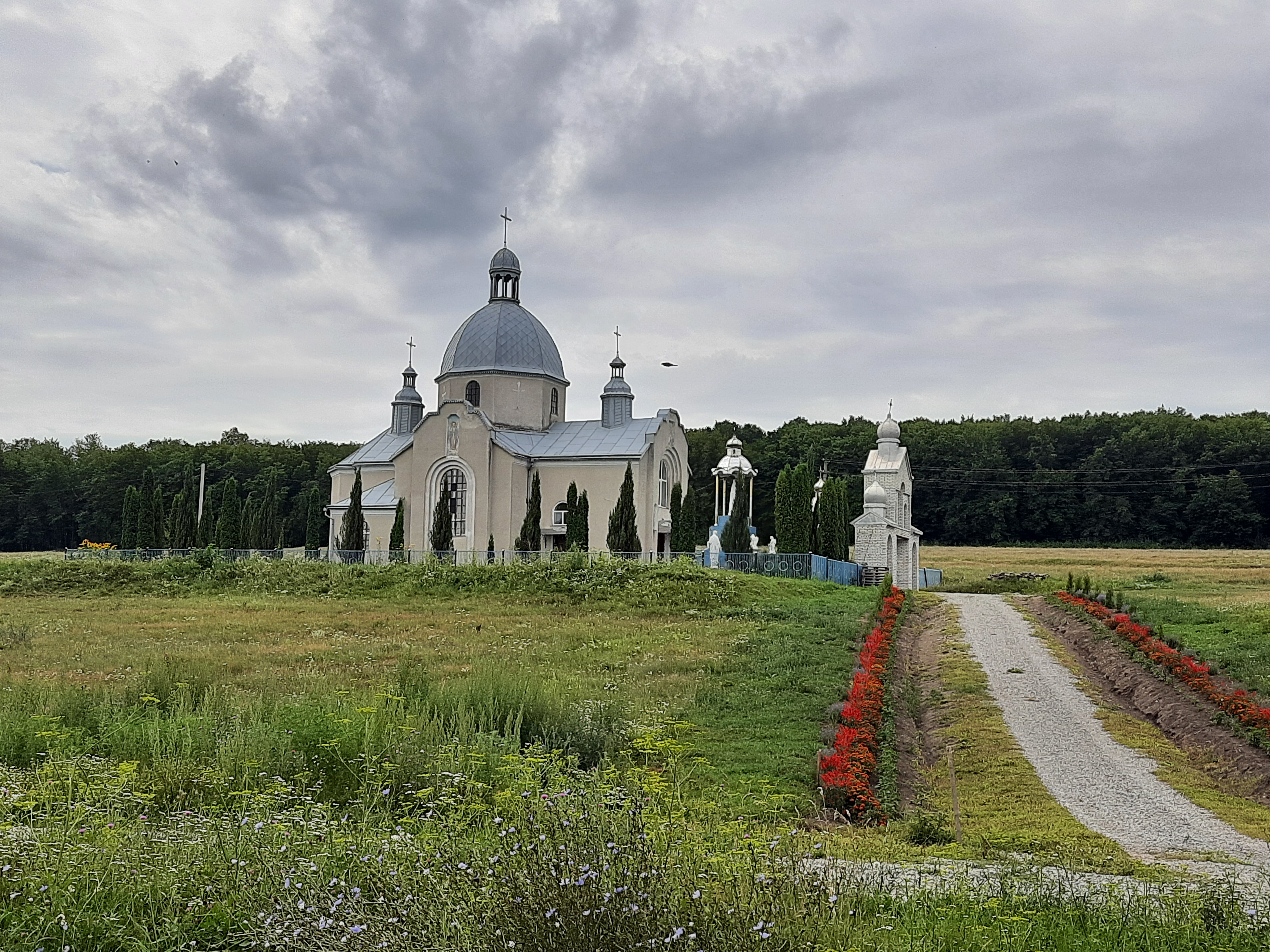
Церква Різдва Пресвятої Богородиці
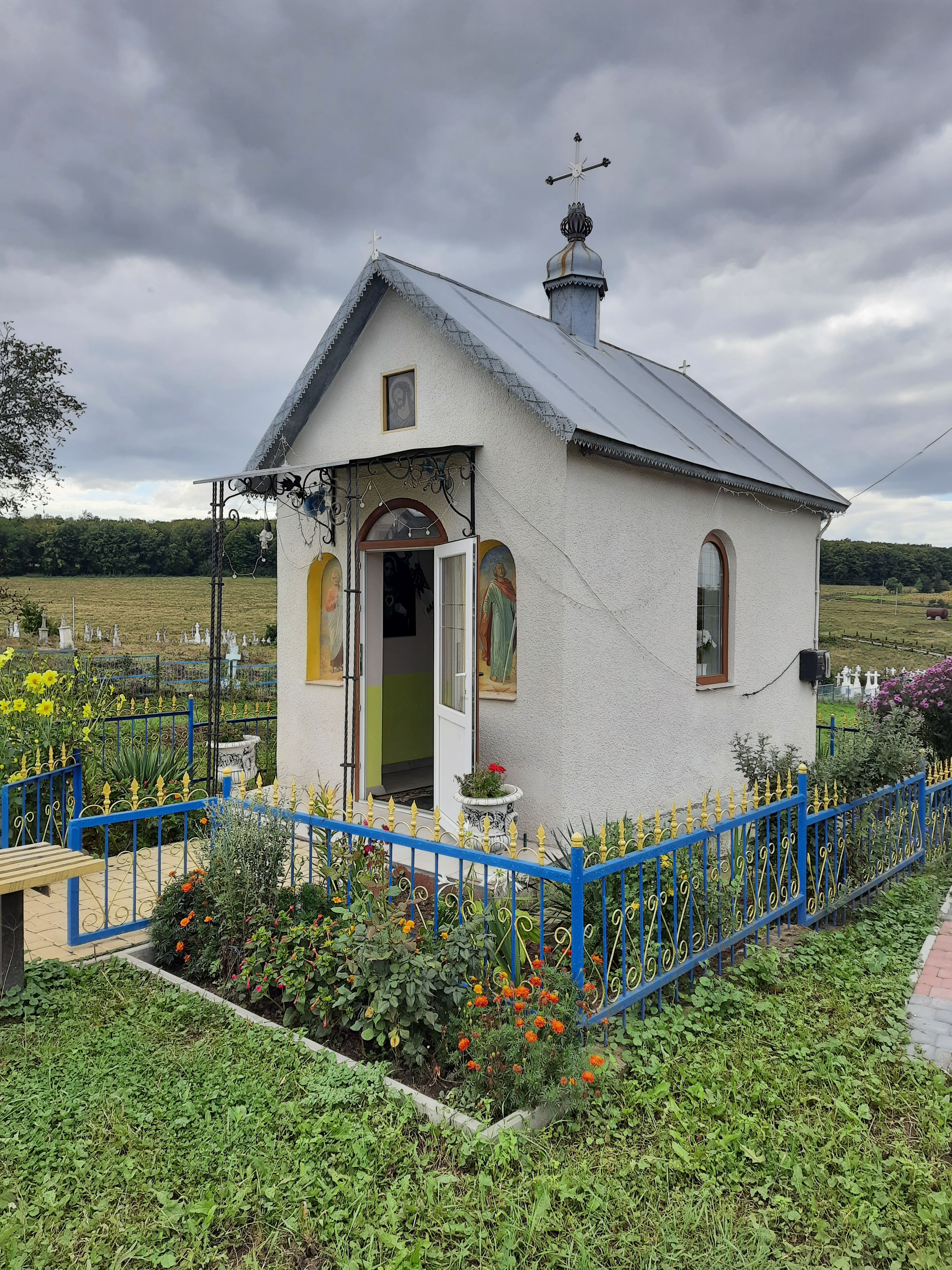
Капличка
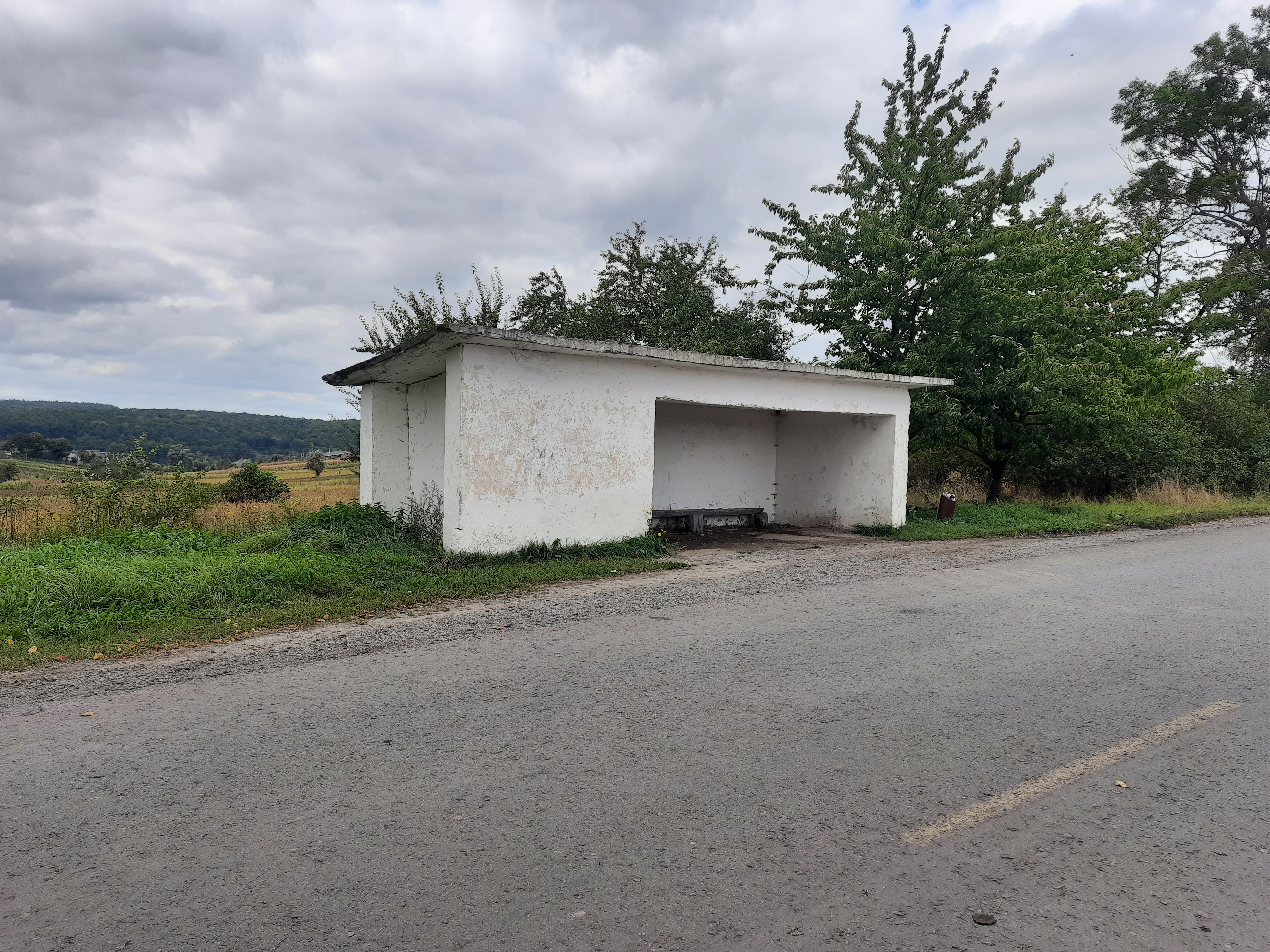
Автобусна зупинка біля села
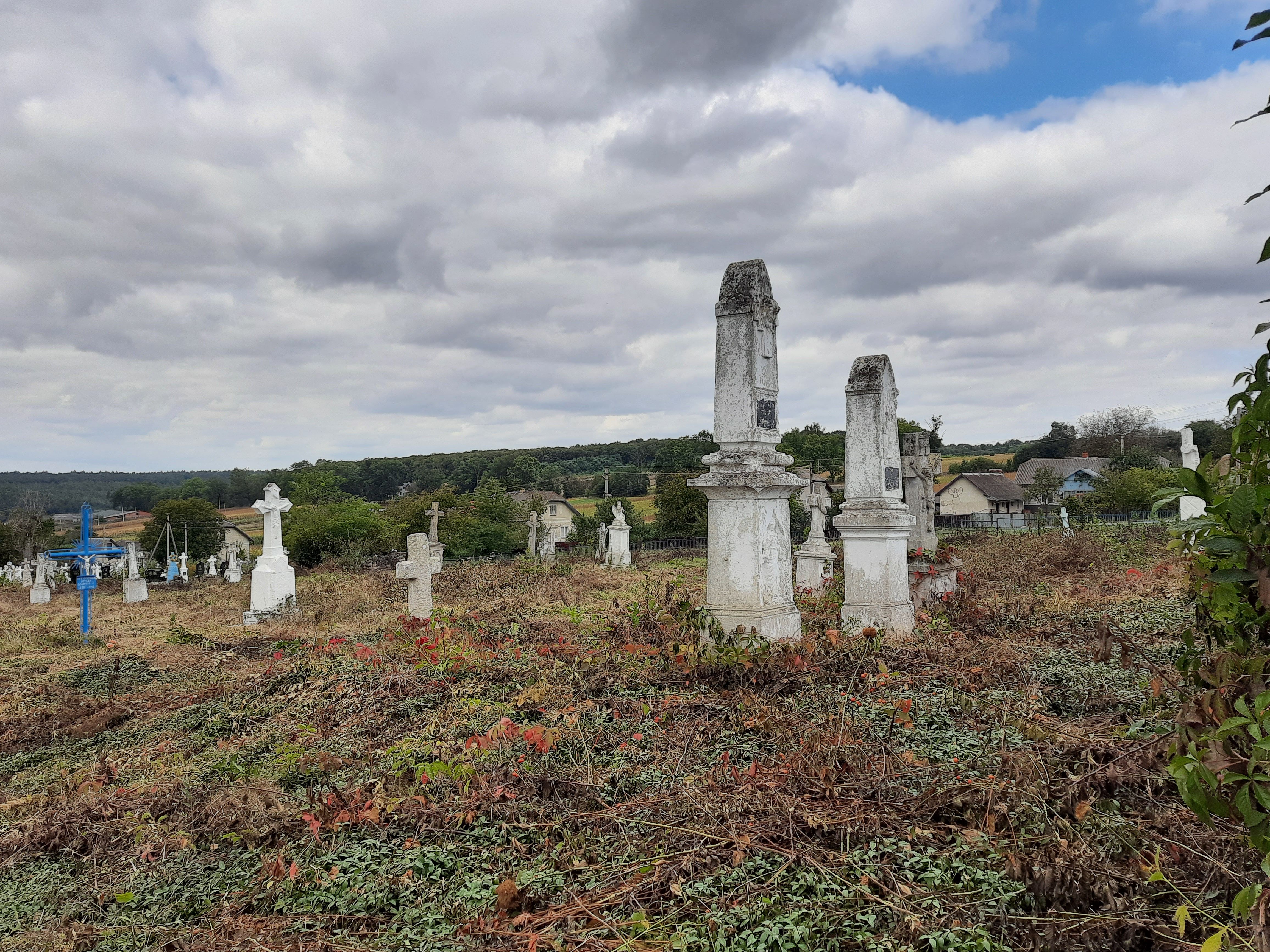
Старий цвинтар